# Attiya Al-Qahtani
Attiya Shumrani Al-Qahtani (arab. ‏عطية شمراني القحطاني‎, ur. 6 marca 1953) – saudyjski lekkoatleta, średniodystansowiec.
Brał udział w biegu na 800 metrów na Letnich Igrzyskach Olimpijskich 1976.